# 台鐵BT40型蒸汽機車
台鐵BT40型蒸汽機車是日治時期引進的四輪煤水車式蒸汽機車。

## 簡介
台灣總督府鐵道部向英國北不列顛機車公司於1908年（70號～71號）、1909年（72號～73號）購入共四輛蒸汽機車。與日本國鐵5600型蒸汽機車為同型機車，用來牽引北高急行列車。這款車在台灣唯一4輪煤水車式、使用貝萊佩爾火箱的機車。早年在台北、嘉義機務段各2部。之後全配置高雄機務段使用潮州線，1935年左右移遷宜蘭機務段宜蘭線服務。1931年全數加空氣軔機。

## 性能諸元

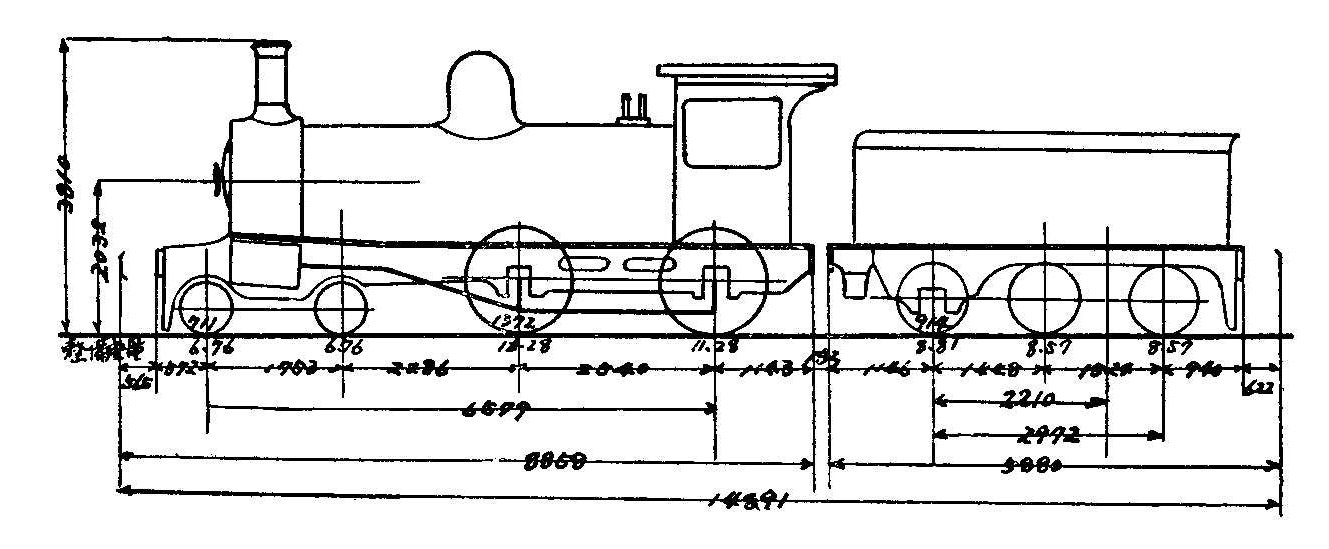
BT40型之形式圖

- 車輪配置 2B（4-4-0）
- 飽合過熱別 飽合式
- 閥裝置（日语：弁裝置）（汽門） 史式（英语：Stephenson valve gear）
- 車長 14,891mm
- 車寬 2,286mm
- 車高 3,810mm
- 車輪直徑
  - 動輪 1,372mm
  - 臺車 711mm
  - 煤水車 914mm
- 汽缸
  - 數目 2個
  - 直徑 406mm
  - 行程 599mm
- 鍋爐使用壓力（實用汽壓） 11.3kg/cm²
- 傳熱面積（總計92.62m²）
  - 火箱 9.10m²
  - 煙管 83.52m²
- 整備重量 36.07t+25.94t
- 空車重量 30.33t+13.04t
- 爐箆面積 1.58m²
- 煙管直徑×長度×數目
  - 小煙管 45mm×3,251mm×184
- 容量
  - 煤櫃 3.15ton
  - 水櫃 12.7m³